# Rab János
Rab János (Galgahévíz, 1945. november 19. – Budapest, 2007. augusztus 6.) erdélyi magyar biológiai szakíró, írói nevei: Rabb János, Bánk János.

## Életútja
Magyarpécskán érettségizett (1963), oklevelet a Babeș-Bolyai Egyetem Biológia-Földrajz Karán szerzett (1968). Általános iskolai tanár Csíkszentgyörgyön, majd Csomafalván, 1975-ben a gyergyószentmiklósi Salamon Ernő Ipari Líceum biológiatanára lett. 1989-ben családjával áttelepült Magyarországra. A Pest megyei Ócsán, majd rövid ideig a Felsőpakonyban is tanított. Doktori disszertációját 1994 márciusában védte meg a pécsi Janus Pannonius Tudományegyetemen Etnobotanikai kutatások Gyergyóban címmel.

## Munkássága
Első cikkét a Falvak Dolgozó Népe közölte (1970). Érdeklődési köre a népi növénytan és népi gyógyászat. A Korunkban jelent meg A biológia tanítása nyelvtanítás is (1979/7-8) és A fejlődésre ítélt élő anyag (1987/1) című írása. Gyimesbükk népi növényismeretét (Népismereti Dolgozatok, 1981) és a gyergyói növényneveket dolgozta fel. Szerzőtársa az Európa híres kertje (Budapest, 1993) című gyűjteményes kötetnek az etnobotanikáról mint az ökológia segédtudományáról szóló értekezésével. A Gyógyszerészet című szakfolyóiratban (Budapest) Újabb népgyógyászati adatok Gyimesből című közleményével szerepelt (1982/9).

### Önálló kötetei
- Élet és energia; Dacia, Kolozsvár-Napoca, 1986 (Antenna-sorozat)
- Népi növényismeret a Gyergyói-medencében; Pallas-Akadémia, Csíkszereda, 2001

### Társszerző
- R. Várkonyi Ágnes és Kósa László (szerk.): Európa híres kertje, (Orpheusz, Budapest, 1993)
- Pannon enciklopédia: Magyarország növényvilága (Dunakanyar 2000 Könyvkiadó Kft., Budapest, 2000)
- Energia és élet (tankönyv a budapesti Közgazdasági Politechnikum számára)